# Stomaphis quercus
Stomaphis quercus är en insektsart som först beskrevs av Carl von Linné 1758. Enligt Catalogue of Life ingår Stomaphis quercus i släktet Stomaphis och familjen långrörsbladlöss, men enligt Dyntaxa är tillhörigheten istället släktet Stomaphis och familjen barkbladlöss. Arten är reproducerande i Sverige. Inga underarter finns listade i Catalogue of Life.